# Magia (álbum de Rosana)
Magia es el cuarto disco de Rosana, publicado en junio de 2005, bajo el sello de Warner Music.

## Historia y grabación
Después de 2 años de haber publicado su álbum en directo Marca Registrada, Rosana lanza en 2005 su quinto disco, Magia, en lo que la cantante denomina "un nuevo comienzo". Rosana regresó con más ilusión y fuerza que nunca, para emocionar al público de nuevo con sus composiciones.
El lanzamiento de este trabajo coincide con su cambio de compañía discográfica, éste es el primer disco que la cantante lanza bajo el sello de Warner Music y el cual se convirtió en disco de platino al mes de su salida. Magia es un disco sin pretensiones, sencillo, que intenta ser muy honesto y que lo único que busca, como cada uno de sus discos, es arrancar una sonrisa a aquel que lo escucha.
Si tuviera que definir su carrera musical y su vida en paralelo, diría que la palabra es "Magia", afirma Rosana, quién siguiendo la línea de sus anteriores trabajos, con letras bonitas, buenos estribillos, tonos de melancolía, pero sobre todo esa alegría y ese optimismo contagioso, que según la artista dice: "Es una forma de vivir".
Con este disco, Rosana inició una extensa gira, no solo por España, sino también por Reino Unido, dónde su música es bien recibida incluso desde su primer álbum. De este disco se lanzaron sencillos como: “Soñaré”, "Agítese Antes de Usar”, “Carta Urgente”, “Sé feliz, es gratis” y “Aquel Corazón”. Los cuales se posicionaron en el gusto del público.
Al finalizar la gira, Rosana se tomó 2 años para descansar, algo no hacía desde hacía tiempo. Por tal motivo a los 6 meses se lanzó una edición especial, llamada "Más Magia" y posteriormente su primer "Grandes Éxitos" que reúne los sencillos que se lanzaron a lo largo de su carrera.
La canción "Soñaré" hará denuncia a su "Uruguay te queremos ver campeón" de 1980 en 2006

## Lista de canciones
| #   | Título                                                                 | Duración |
| --- | ---------------------------------------------------------------------- | -------- |
| 01. | Llueve • Música: Rosana Arbelo • Letra: Rosana Arbelo                  | 4:27     |
| 02. | Agua Bendita • Música: Rosana Arbelo • Letra: Rosana Arbelo            | 4:15     |
| 03. | Aquel Corazón • Música: Rosana Arbelo • Letra: Rosana Arbelo           | 4:34     |
| 04. | Quiero (La Casa Del Sol) • Músic: Rosana Arbelo • Letra: Rosana Arbelo | 3:05     |
| 05. | Soñaré • Música: Rosana Arbelo • Letra: Rosana Arbelo                  | 4:42     |
| 06. | Te Debo Este Sueño • Música: Rosana Arbelo • Letra: Rosana Arbelo      | 4:44     |
| 07. | Carta Urgente • Música: Rosana Arbelo • Letra: Rosana Arbelo           | 2:57     |
| 08. | Magia • Música: Rosana Arbelo • Letra: Rosana Arbelo                   | 4:43     |
| 09. | Con El Sol En La Maleta • Música: Rosana Arbelo • Letra: Rosana Arbelo | 4:13     |
| 10. | Agítese Antes De Usar • Música: Rosana Arbelo • Letra: Rosana Arbelo   | 3:41     |
| 11. | Si Tú Lo Adivinas • Música: Rosana Arbelo • Letra: Rosana Arbelo       | 4:53     |
| 12. | Sé Feliz…Es Gratis • Música: Rosana Arbelo • Letra: Rosana Arbelo      | 4:00     |
| 13. | Dando Tumbos • Música: Rosana Arbelo • Letra: Rosana Arbelo            | 5:12     |

## Personal
- Estudios Sonoland: Voz, Guitarras, segundas voces LR
- Producido por: Rosana Arbelo
- Técnico de Sonido: Miguel A. Vega
- Técnico de Sonido: Carlos Martos en “Carta Urgente”
- Técnico de Mezclas: Miguel A. Vega
- Masterización: Daniel Altarriba, Miguel A. Vega y Carlos Martos
- Ayudantes: Oscar M. Arbelo, Emilio M. Arbelo, Víctor Castellano
- Editorial. Lunas Rotas
- Fotografías: Luis De las Alas
- Idea Original: Rosana Arbelo
- Diseño: Estudio Gráfico José Puga